# NGC 5237
NGC 5237 (również PGC 48139) – galaktyka eliptyczna (E?), znajdująca się w gwiazdozbiorze Centaura. Została odkryta 3 czerwca 1834 roku przez Johna Herschela. Galaktyka ta należy do grupy galaktyk M83.